# Place Saint-Pierre (Clermont-Ferrand)
Pour les articles homonymes, voir Place Saint-Pierre (homonymie).
 (août 2025).
Si vous disposez d'ouvrages ou d'articles de référence ou si vous connaissez des sites web de qualité traitant du thème abordé ici, merci de compléter l'article en donnant les références utiles à sa vérifiabilité et en les liant à la section « Notes et références ».
La place Saint-Pierre est une place du centre-ville de Clermont-Ferrand.

## Situation et accès
La place Saint-Pierre est une place située à l'ouest du centre-ville de Clermont-Ferrand, entre la petite rue Saint-Pierre et la rue Saint-Barthélemy au sud, la rue Jean Rochon à l'ouest, les rues Saint-Pierre et Dulaure et la place Gilbert-Gaillard au nord, et est rejointe à l'est par les rues des deux marchés et de la boucherie.

## Origine du nom
La place Saint-Pierre doit son nom à l'église du même nom, détruite lors de la Révolution et qui était située à l'emplacement actuel de la place.
Le quartier Saint-Pierre était un faubourg de Clermont jusqu'au XIVe siècle. La principale artère du quartier était la rue des Gras, située à son extrémité ouest.

## Historique

### Église Saint-Pierre

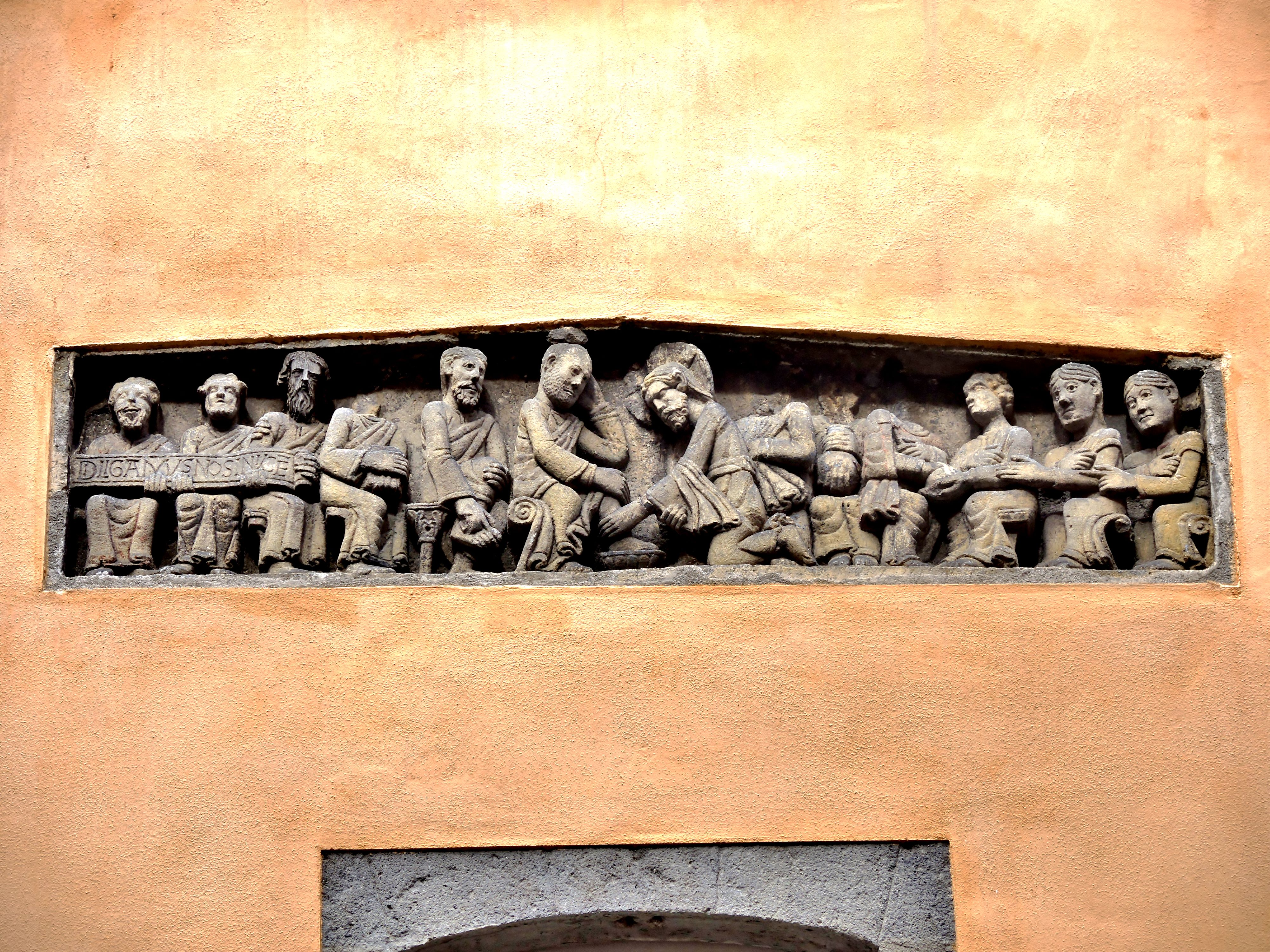
Linteau sculpté du XIIe siècle de l'église Saint-Pierre, aujourd'hui encastré dans une façade de la rue des Gras faisant face à la cathédrale. Scène du Lavement des pieds.

L'église Saint-Pierre, détruite lors de la Révolution ainsi que deux autres églises de Clermont, était située à l'emplacement actuel de la place. Elle avait pour vocable et patron saint Pierre.
Le seul vestige de cet édifice est un linteau représentant le lavement des pieds, qui est aujourd'hui encastré dans une façade de la rue des Gras faisant face à la cathédrale.
Blaise Pascal a été baptisé dans cette église.

## Bâtiments remarquables et lieux de mémoire

### Hôtel Fontfreyde

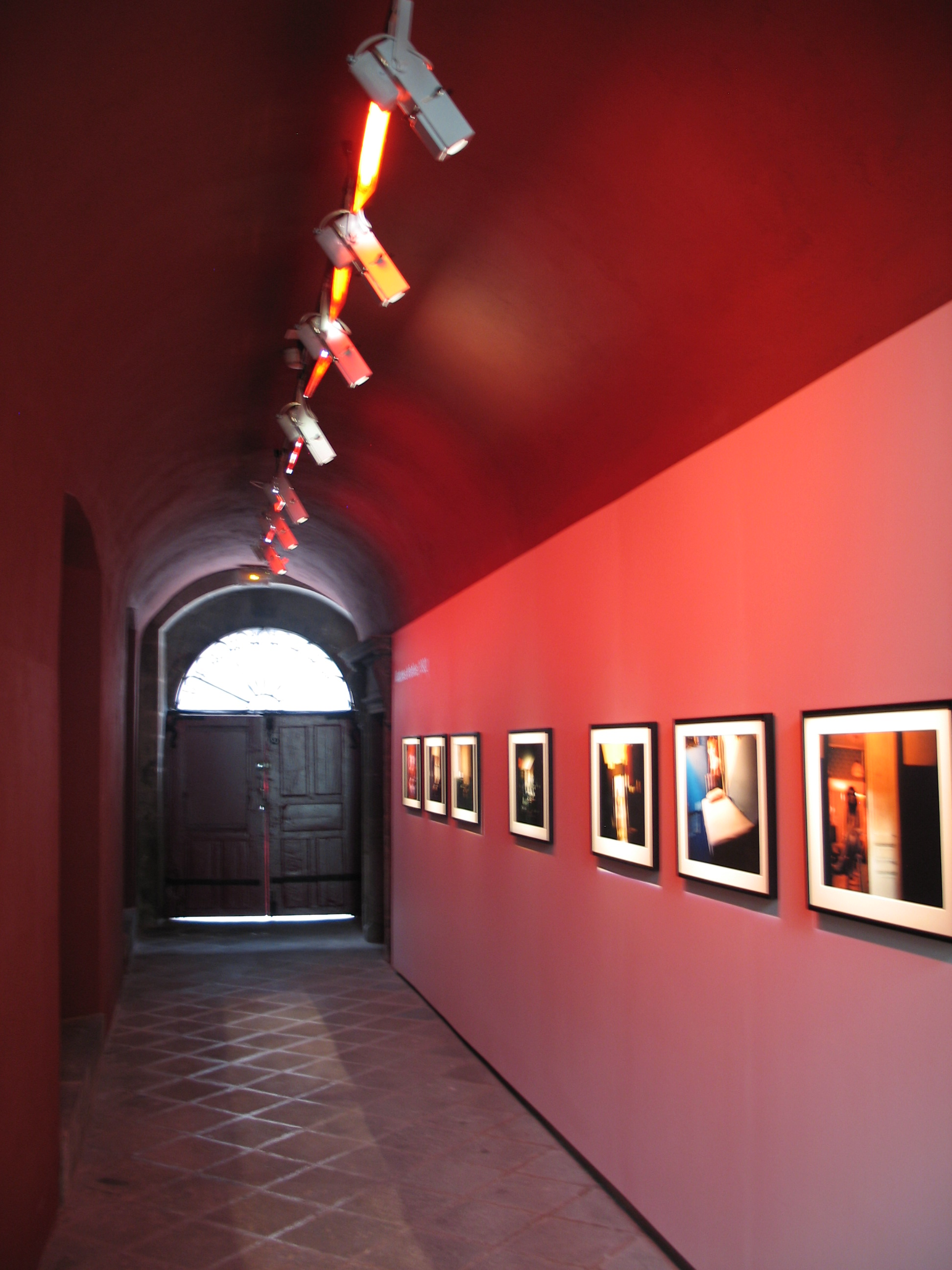
Exposition photographique à l'hôtel Fontfreyde en 2011.

L'hôtel Fontfreyde est un hôtel particulier de style Renaissance situé à cheval sur la rue des Gras, la petite-rue Saint-Pierre, mais également en partie sur la place Saint-Pierre et datant du XVIe siècle. Il est actuellement un espace muséographique consacré à la photographie. Il assure la diffusion d'œuvres contemporaines à travers des expositions monographiques ou collectives, et la production de travaux dans le cadre de résidences.

### Salle Gilbert-Gaillard
L'espace muséographique Salle Gilbert-Gaillard, présent sur la place Gilbert-Gaillard, présente également sa deuxième façade, méridionale, sur la place Saint-Pierre. Cet espace muséographique existe au sein d'un bâtiment des XVIIIe et XIXe siècles. Ce lieu accueille de nombreuses expositions et œuvres d'artistes.

### Marché Saint-Pierre

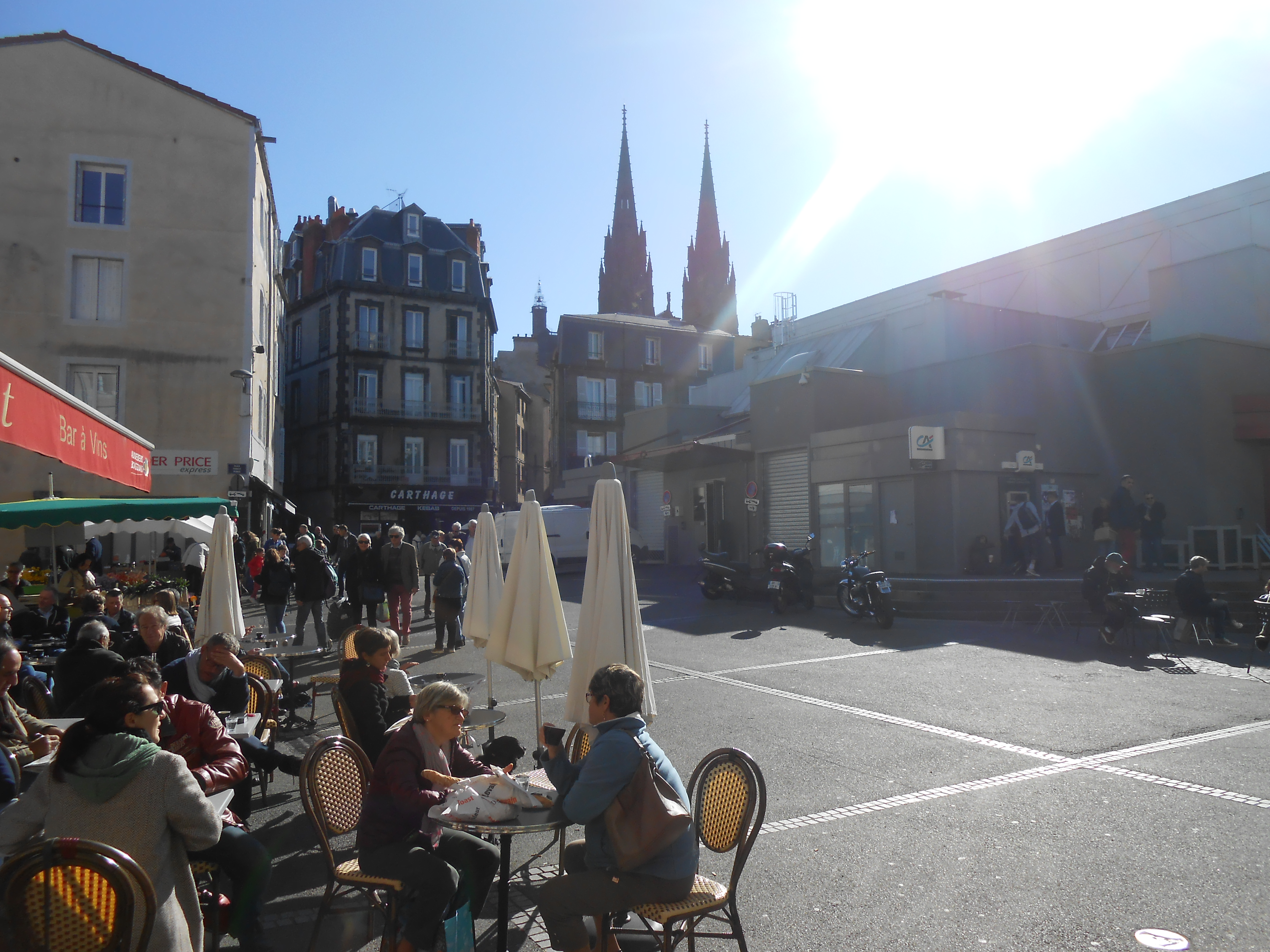
Une des entrées du marché Saint-Pierre sur la place du même nom.

Le marché Saint-Pierre est un marché couvert de Clermont-Ferrand existant depuis le XIXe siècle. L'édifice a longtemps été au début du siècle dernier une zone importante du commerce auvergnat où se retrouvaient les marchandises venues des quatre coins de l'Auvergne ainsi que des régions voisines.
Depuis l'Antiquité, Clermont est une ville marchande où sont présents de nombreux marchés et commerces. Le XIXe siècle voit la première phase de construction du marché Saint-Pierre en 1873. De suivantes reconstructions auront lieu en 1931 et 1985. Une rénovation récente a eu lieu en 2014.
Fin XIXe, les architectes clermontois, André Bosser et Jean-Claude Marquet réalisent un premier marché couvert de type Baltard et qu'ils font construire en 1873 sur l'emplacement d'un marché en plein air, puis détruit en 1931 et remplacé par un bâtiment en béton et en verre conçu par l'architecte clermontois Aubert.